# Elisabeth Schwarzhaupt
Emma Sophie Elisabeth Schwarzhaupt (Frankfurt, 7 januari 1901 - aldaar, 30 oktober 1986) was een Duitse politica. Ze was de eerste vrouw die in Duitsland minister werd. In de DDR was er met Margot Honecker pas twee jaar later een vrouwelijke minister.
Schwarzhaupt studeerde rechten in Frankfurt en bracht het tot rechter in 1932. Een jaar later werd zij echter alweer ontslagen; nadat de nazi's aan de macht waren gekomen mochten vrouwen niet meer het rechtersambt uitoefenen. Wel kon ze toen nog werken als juridisch adviseur van de lutherse kerk in Berlijn. Ze was verloofd met een Joodse arts die, nadat er een beroepsverbod kwam voor alle Joodse artsen, via Zwitserland naar de Verenigde Staten vluchtte. Het lukt Schwarzhaupt niet om samen met haar verloofde Duitsland te verlaten.
Net als haar ouders was ze in de jaren van de Weimarrepubliek lid van de Duitse Volkspartij, de rechts-liberale DVP. Na de oorlog werd ze lid van het CDU. Voor die partij kwam ze in 1953 in het West-Duitse parlement, de Bondsdag. In het vierde kabinet van kanselier Konrad Adenauer dat aantrad in 1961 was zij minister van Gezondheidszorg. Deze taak hield ze ook in het latere kabinet Erhard, dat regeerde tot 1966.

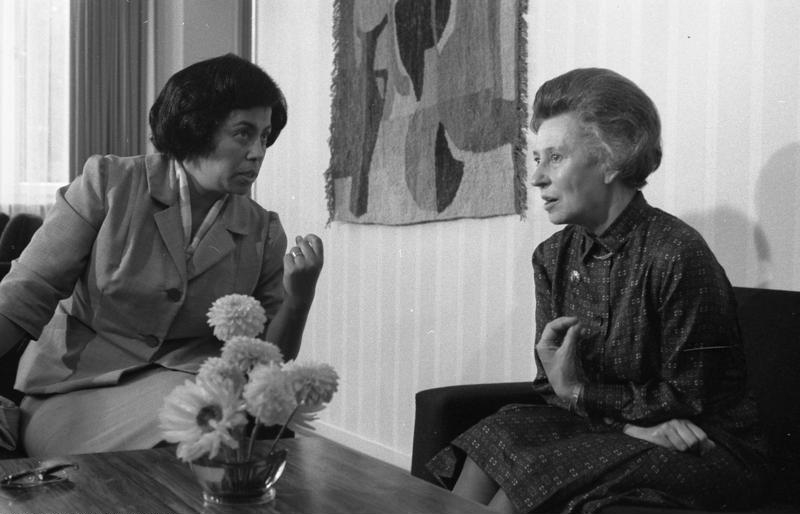
Elisabeth Schwarzhaupt (rechts) in 1963 met haar Egyptische collega Abu Zaid

Als politica heeft ze zich sterk gemaakt voor vrouwenrechten, iets waar zij vooruitstrevender in was dan veel andere vrouwen in haar partij. In 1957 hielp zij met haar stem de oppositie aan een meerderheid toen de FDP een voorstel indiende om mannen en vrouwen gelijke rechten te geven in het geval van echtscheiding. Tot ongenoegen van het CDU is deze wet er toen doorgekomen.
Na haar politieke carrière werd Schwarzhaupt in 1970 voorzitter van de nieuw opgerichte Vrouwenraad.

## Trivia
Schwarzhaupt maakte bezwaar tegen de begroeting waarmee bondskanselier Konrad Adenauer de ministerraad opende: 'Goedemorgen mijne heren'. Als wegbereidster van vrouwelijke politici stelde zij er prijs op met 'Frau Ministerin' te worden aangesproken. Adenauer wilde echter niets van dit soort nieuwigheden weten. "In onze kring bent u ook een heer", was zijn commentaar.
- Gemeinsame Normdatei: 1031768335
- International Standard Name Identifier: 0000 0001 0267 4496
- Library of Congress Control Number: n85256890
- Nederlandse Thesaurus van Auteursnamen: 075168952
- Virtual International Authority File: 153189260
- WorldCat: E39PBJf4bV4w34Hm6hMQG8MHG3